# فرد فارغاس
فرد فارغاس (بالفرنسية: Fred Vargas )‏ (و. 1957  م) هي كاتِبة، وعالمة آثار، وروائية، ومؤرخة فرنسية، ولدت في باريس.

## جوائز وترشيحات
حصلت على جوائز منها:
- CWA International Dagger [الإنجليزية]‏، عن عمل: The Chalk Circle Man [الإنجليزية]‏ (2009)
- CWA International Dagger [الإنجليزية]‏، عن عمل: Wash This Blood Clean from My Hand [الإنجليزية]‏ (2007)
- CWA International Dagger [الإنجليزية]‏، عن عمل: The Three Evangelists [الإنجليزية]‏ (2006)
- Prix des libraires [الإنجليزية]‏.

ترشحت لـ:
- جائزة أميرة أشتوريس الأدبية  [لغات أخرى]‏ (2018)[17]
- CWA International Dagger [الإنجليزية]‏، عن عمل: The Chalk Circle Man [الإنجليزية]‏ (2009)
- CWA International Dagger [الإنجليزية]‏، عن عمل: This Night's Foul Work [الإنجليزية]‏ (2008)
- CWA International Dagger [الإنجليزية]‏، عن عمل: Wash This Blood Clean from My Hand [الإنجليزية]‏ (2007)
- CWA International Dagger [الإنجليزية]‏، عن عمل: The Three Evangelists [الإنجليزية]‏ (2006).

## وصلات خارجية
- فرد فارغاس على موقع IMDb (الإنجليزية)
- فرد فارغاس على موقع مونزينجر (الألمانية)
- فرد فارغاس على موقع ألو سيني (الفرنسية)
- فرد فارغاس على موقع ميوزك برينز (الإنجليزية)
- فرد فارغاس على موقع ديسكوغز (الإنجليزية)
- فرد فارغاس على موقع قاعدة بيانات الفيلم (الإنجليزية)

- فرد فارغاس في قاعدة بيانات الأفلام على الإنترنت